# Stazione di Bettwiesen
La stazione di Bettwiesen (in tedesco Bahnhof Bettwiesen) è una stazione ferroviaria a servizio del comune svizzero di Bettwiesen sulla ferrovia Wil-Kreuzlingen.

## Storia
La stazione fu attivata il 16 dicembre 1911, in occasione dell'apertura della linea Wil-Kreuzlingen-Costanza.

## Strutture e impianti
La stazione dispone di 2 binari dotati di marciapiede per il servizio passeggeri e di un binario tronco. È dotata di un piccolo fabbricato viaggiatori a due piani.

## Movimento
La stazione è servita dai treni a cadenza semioraria (e che fermano a richiesta) sulla relazione Romanshorn - Wil (linea S10 della rete celere di San Gallo).

## Servizi
Nella stazione sono presenti:
- Biglietteria automatica[3]

Inoltre, è presente un piccolo parcheggio di interscambio per automobili e biciclette.

## Interscambi
- Fermata autobus (Bettwiesen, Bahnhof)[3]